# Mattia Viel
Mattia Viel (né le 22 avril 1995 à Turin) est un coureur cycliste italien.

## Biographie
Mattia Viel commence le cyclisme en 2005.
En 2014, il rejoint le Chambéry CF, réserve de la formation WorldTour AG2R La Mondiale. L'année suivante, il intègre l'équipe continentale professionnelle italienne Androni Giocattoli-Sidermec, en tant que stagiaire.
En 2016, il signe dans l'équipe continentale italienne Unieuro Wilier. Avec  elle, il se distingue notamment au mois d'avril en réalisant cinq tops 10 sur le Tour du Maroc, avec deux 4e places pour meilleurs classements. En juin, il se classe 7e et 10e d'étapes au Tour de Serbie, toujours au sprint. 
Durant l'été 2018, il remporte les Six Jours de Turin, associé avec le coureur australien Nicholas Yallouris. Après y avoir effectué un nouveau stage, il est recruté par l'équipe Androni Giocattoli-Sidermec en 2019.
En mars 2021, il participe à Milan-San Remo, où il est membre de l'échappée du jour.

## Palmarès sur route

### Par année
- 2013
  - Piccola Tre Valli Varesine
  - 2e du Giro della Castellania
- 2015
  - 2e étape du Tour de la CABA (contre-la-montre par équipes)

### Classements mondiaux
| Année                                 | 2017  | 2018  |
| ------------------------------------- | ----- | ----- |
| Classement mondial                    | 2202e | 3011e |
| UCI Europe Tour                       | 1439e | nc    |
| UCI Asia Tour                         | nc    | 680e  |
|                                       |       |       |
| Légende : nc = non classéSource : UCI |       |       |

## Palmarès sur piste

### Championnats nationaux
- 2013
  - 3e du championnat d'Italie de l'américaine juniors
  - 3e du championnat d'Italie de poursuite par équipes juniors
- 2016
  - 3e du championnat d'Italie de vitesse par équipes
- 2022
  - 3e du championnat d'Italie de vitesse par équipes

### Six Jours
- Turin : 1er en 2018 avec (Nicholas Yallouris)